# 広瀬蒙斎

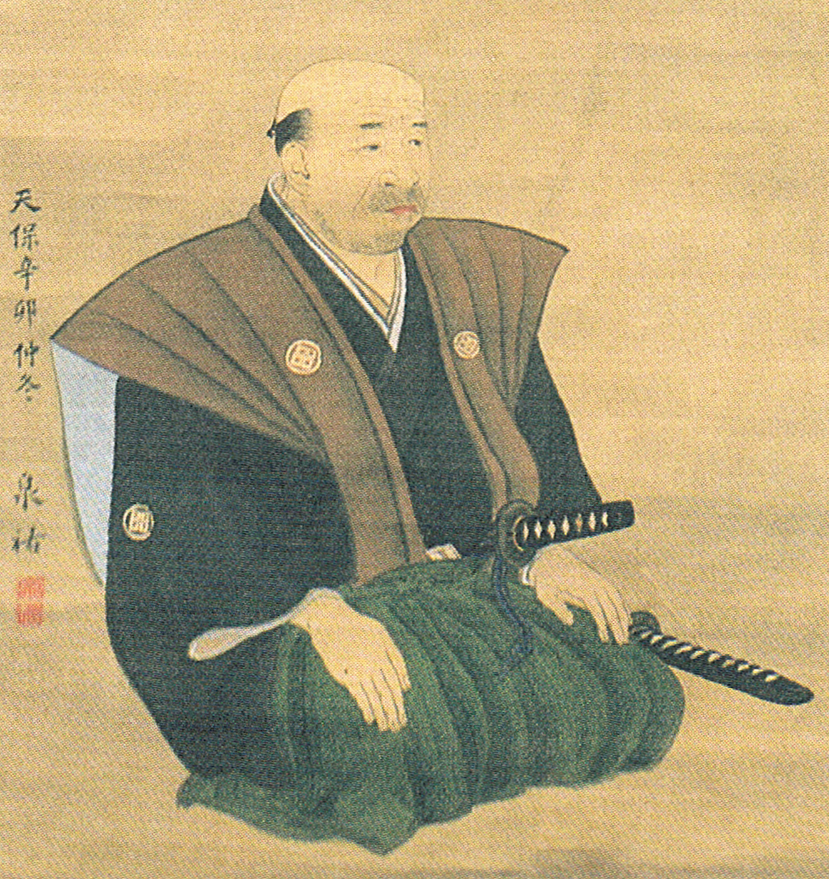
広瀬蒙斎像　巨野泉祐筆

広瀬 蒙斎（ひろせ もうさい、明和5年（1768年） - 文政12年2月10日（1829年3月14日）） は、江戸時代の儒学者、白河藩士。名に典または政典、字を以寧、仲謨など、通称台八、号は蒙斎または仁里。陸奥白河の人

## 経歴
明和5年（1768年）白河藩主松平家家臣・広瀬庄八の子として生まれた。
幼少より学問の素養があり松平定信の命によって江戸の昌平坂学問所に入学。柴野栗山に学び、主に朱子学を修めた。その後、白河藩の藩校立教館の学頭を経て教授となる。定信の侍講として幕政や藩政に参画した。『集古十種』の編纂に加わりその序文を書いた。文化7年（1810年）、定信が房総沿岸防備の幕命を受けると房総調査に随行し海防計画に影響を与えている。同9年（1812年）、定信が致仕し嫡子松平定永が家督を相続後は定永に仕え、諸職を歴任。また定永の子松平定和の教育に従事した。蒙斎は江戸と桑名を往来していたがその後江戸詰めとなった。
文政9年（1826年）、定永の従者として赴いた大塚の六園からの帰途、中風を発症し病床に伏す。同11年（1828年）、すべての職を致仕。翌年2月、築地藩邸で病没。享年63。

## 著作

### 著書
- 『羽林源公伝』
- 『蒙斎先生文集』
- 『文集別録』（「酬夢編」「有方録」「栄使録」「湯谷十日記」「扈遊録」「轍環録」「しがらみ」）
- 『広瀬蒙斎遺稿』
- 『讚藪』
- 『京都漫草』
- 『筆林』

### 編著
- 『白河証古文書』
- 『白河風土記』
- 『白河古事考』

### 碑文
- 「感忠銘碑」
- 「浮屠碑」
- 「南湖開鏨碑」
- 「霊山碑」

## 参考資料